# Dicionário Aurélio

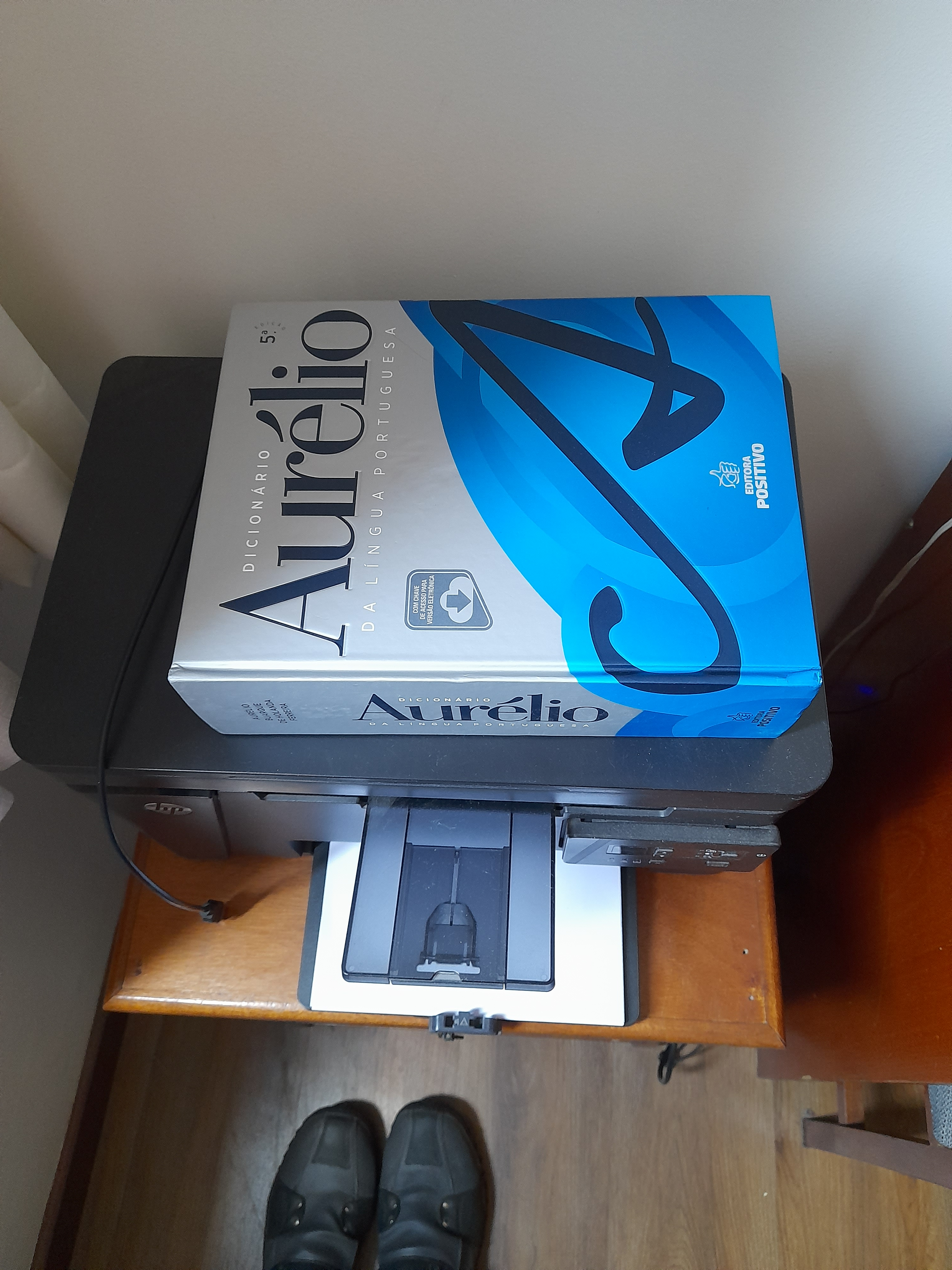

Аурелівський словник (порт. Dicionário Aurélio) — тлумачний словник бразильської португалської мови. Виданий 1975 року в Бразилії, в під редакцією лексикографа Ауреліу Буарке де Оланда-Феррейри. Друге остаточне видання — 1987 року у видавництві Nova Fronteira. Має 115.243 гасел. Права належать видавництву Editora Positivo. Попри критику, вважається стандартним словником з бразильської португальської. Скорочено — Аурелівський словник (порт. Dicionário Aurélio), аурелівка (порт. aurélio).

## Назва
- Аурелівський словник (порт. Dicionário Aurélio) — скорочена найпопулярніша назва.
- Аурелівський словник португальської мови (порт. Dicionário Aurélio da Língua Portuguesa) — повна назва.
- Аурелівка (порт. Aurélio) — найкоротша назва; синонім «словника» у Бразилії.
- Велика аурелівка (порт. Aurelião)

## Історія
Попередники
- Pequeno Dicionário Brasileiro da Língua Portuguesa.  Civilização Brasileira, 1950.

## Видання
- Aurélio Buarque de Holanda Ferreira. Novo dicionário da língua portuguesa. Rio de Janeiro : Ed. Nova Fronteira, 1998.
- Dicionário Aurélio Século XXI, 2001.
- Aurélio Buarque de Holanda Ferreiraa; Marina Baird Ferreira; Margarida dos Anjos. Novo dicionário Aurélio da língua portuguesa. Rio de Janeiro : Editora Positivo, 2004 (бл. 435,000 гасел)
- Aurélio Buarque de Holanda Ferreira. Novo Accordo da Língua Portuguesa, 2009 (у новій орфографії)  ISBN 978-85-385-2824-1 (+ CD).
- Aurélio Buarque de Holanda Ferreira; Marina Baird Ferreira. Míni Aurélio: o dicionário da língua portuguesa. Curitiba, Paraná : Editora Positivo, 2010.
- Aurélio Buarque de Holanda Ferreira. Dicionário Aurélio da língua portuguesa. Curitiba : Positivo, 2010.